# Coșereni
Coşereni é uma comuna romena localizada no distrito de Ialomiţa, na região de Muntênia. A comuna possui uma área de 34.37 km² e sua população era de 4499 habitantes segundo o censo de 2007.